# Sternidius crassulus
Sternidius crassulus es una especie de escarabajo longicornio del género Sternidius, tribu Acanthocinini, subfamilia Lamiinae. Fue descrita científicamente por LeConte en 1873.
La especie se mantiene activa durante el mes de julio.

## Descripción
Mide 5,3-6,5 milímetros de longitud.

## Distribución
Se distribuye por México.